# Toston
Toston est une Census-designated place située dans le comté de Broadwater dans l’État du Montana aux États-Unis. En 2010, sa population est de 108 habitants.

## Source de la traduction
- (en) Cet article est partiellement ou en totalité issu de l’article de Wikipédia en anglais intitulé « Toston, Montana » (voir la liste des auteurs).